# Loyset Compère

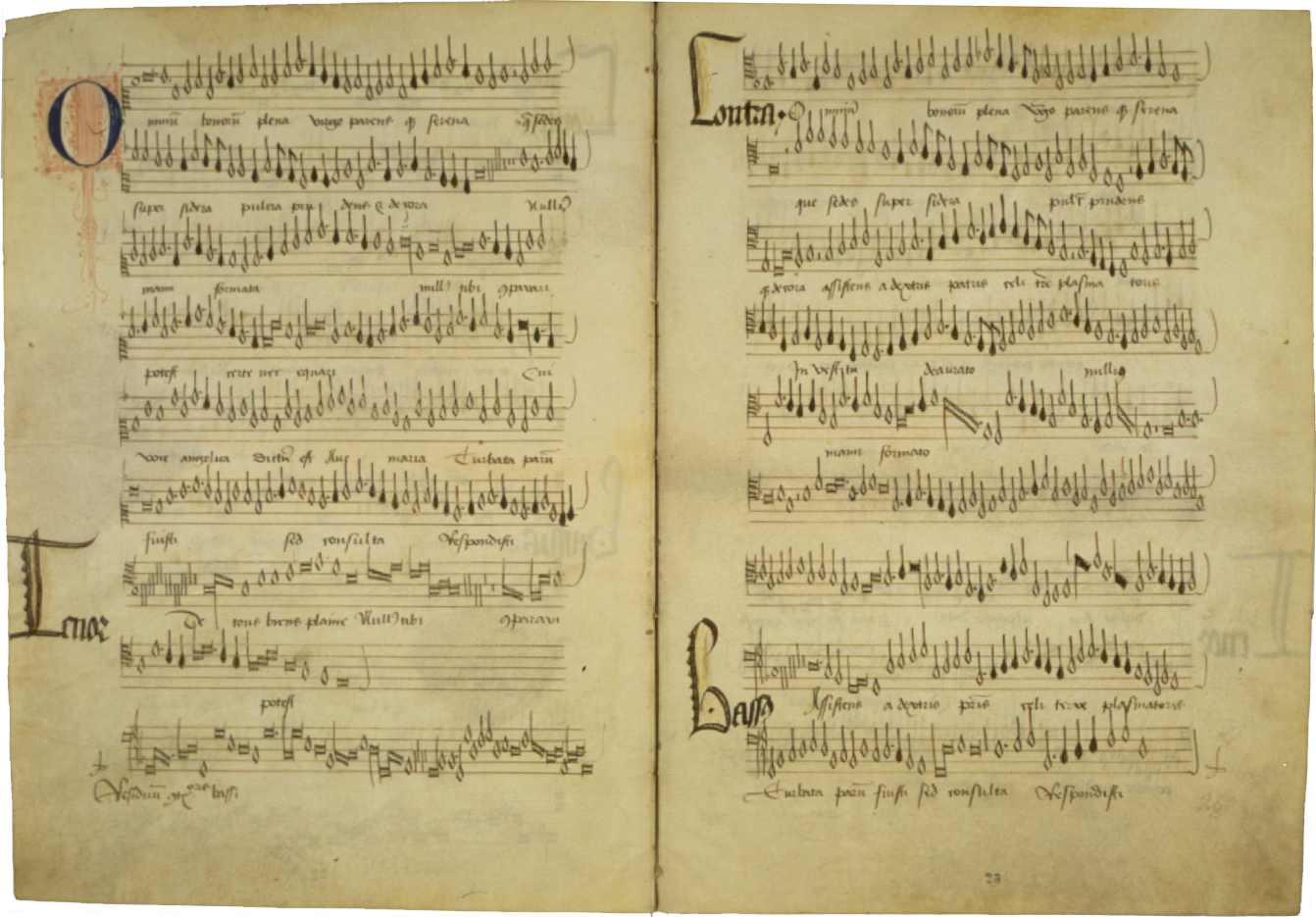
Manuscrito de Omnium bonorum plena, um motete de Compère, e possivelmente o seu trabalho mais antigo sobrevivente; a data exata é incerta mas é possível que tenha sido escrita para a dedicação da Catedral de Cambraia em 2 de julho de 1472.

Loyset Compère (c. 1445 – 16 de agosto de 1518) foi um compositor franco-flamengo do Renascimento. Da mesma geração que Josquin des Prez, foi um dos compositores mais significativos de motetes e chansons dessa era e um dos primeiros músicos a levar o estilo italianizante para França.

## Vida
O exato local do seu nascimento não é conhecido, mas documentos contemporâneos dizem pertencer a uma família da província de Artois (atualmente na França) e sugerem que ele possa ter nascido em Hainaut (atualmente na Bélgica). Pelo menos uma fontes, de Milão, indica que o próprio se designava originário de Arras, também em Artois. Tanto a data como o local provável de nascimento está extremamente próximos de Josquin des Prez; em verdade a área que hoje corresponde à fronteira entre França e Bélgica produziu um número espantoso de excelentes compositores nos séculos XV e XVI, cuja fama se espalhou pela Europa. Frequentemente esse conjunto de compositores é designado escola franco-flamenga ou escola neerlandesa.
Por volta de 1470s Compère trabalhou como cantor em Milão na capela do Duque Galeazzo Maria Sforza, ao mesmo tempo que outros compositores como Johannes Martini and Gaspar van Weerbeke também desempenhavam aí as mesmas funções. O coro da capela cresceu e tornou-se um dos maiores e mais célebres conjuntos de cantores na Europa. Após o assassinato do duque em 1476, Compère parece ter visto a suspensão do seu contrato de trabalho e pode ter regressado a França por essa altura. Em data desconhecida nos dez anos que se seguiram, começou a trabalhar na corte francesa; acompanhou Carlos VIII de França na sua invasão de Itália em 1494 (desconhece-se em que capacidade). Residia em Roma no início de 1495 durante a ocupação da cidade por Carlos VIII e o seu exército.
Seguiu-se uma série de cargos em igrejas. Por 1498 estava em Cambraia; de 1500 a cerca de 1504 encontrava-se em Duaco; o seu cargo final foi na Collégiale Saint-Quentin. Mesmo nesta altura parece ter trabalhado em part-time servindo a corte francesa, como provam as suas várias composições para ocasiões oficiais e cerimoniais. Morreu em Saint-Quentin.

## Obra
Ao contrário dos seus contemporâneos, Compère parece ter escrito poucas missas (ou pelo menos poucas sobreviveram). Por temperamento parece ter sido um miniaturista e muitos dos seus trabalhos e obras populares foram escritas nas formas mais curtas desse tempo, principalmente a chanson e o motete. Duas tendências estilísticas são evidentes na sua música: o estilo da Escola de Borgonha, que ele parece ter aprendido na sua carreira inicial, antes da ida para Itália; e o estilo mais suave dos compositores italianos do tempo, que escreviam frottolas (os predecessores do madrigal). Compère tinha um dom pela melodia e muitas das suas chansons tornaram-se populares; compositores posteriores usaram várias como cantus firmus para missas. Ocasionalmente ele parece ter lançado para si mesmo formidáveis desafios técnicos e empenhar-se a resolvê-los, como acontece ao escrever quodlibets (um exemplo é Au travail suis que combina mais de 6 melodias diferentes, escritas para o mesmo texto por compositores diferentes).
Compère escreveu vários trabalhos numa forma singular, por vezes chamada um motete livre, que combina a elegância suave da canção popular italiana dessa tempo com a técnica do contraponto neerlandesa. Alguns misturam textos de diferentes fontes, por exemplo um tanto paradoxal Sile fragor que combina a súplica à Virgem Maria com uma canção de bebida dedicada a Baco. A sua seleção de textos seculares tendia a inclinar-se pela irreverência e sugestão.
As suas chansons são as suas composições mais características e muitos académicos consideram-nas o seu melhor trabalho. Foram escritas para três ou quatro vozes e são classificáveis em três categorias gerais: italianizantes, composições simples para quatro vozes a cappella, muito semelhantes a frottolas, com o texto disposto silabicamente e frequentemente de forma homofónica, com frequentes cadências; trabalhos a três vozes no estilo borgonhês, um pouco à semelhança do estilo musical de Guillaume Dufay: e motetes-chansons para três vozes, que semelham o motete do medievo mais que qualquer outra coisa. Nesses trabalhos, a voz mais baixa usualmente canta um lento cantus firmus com texto em latim, normalmente proveniente  de canto gregoriano, enquanto que as vozes superiores cantam partes mais animadas com textos seculares em francês.
Muitas das composições de Compère foram impressas por Ottaviano Petrucci em Veneza e foram amplamente divulgadas; obviamente a sua disponibilidade contribui para a sua popularidade. Compère foi um dos primeiros compositores a beneficiar da então nova tecnologia da imprensa, que teve um impacto profundo na divulgação do estilo da escola franco-flamenga pela Europa.
Compère também escreveu vários Magnificat (um hino de louvor à Virgem Maria, do primeiro capítulo do Evangelho segundo Lucas), assim como numerosos motetes de pequena dimensão.

## Lista de obras

### Missas e fragmentos de missas
1. Missa alles regretz;
2. Missa de tous bien plaine;
3. Missa l'homme armé;
4. Kyrie et Gloria sine nomine;
5. Credo 'Mon pére';
6. Credo sine nomine.

### Ciclos de motetes
São ciclos de motetes, no qual cada motete destina-se a ser cantado em substituição de um das secções do ordinário da missa ou um dos cantos próprios. Nesta lista, o motete é referido juntamente com o nome do canto ou secção que substitui:
1. Ave Domine Jesu Christe (Missa de D.N.J.C). Ave Domine Jesu Christe (Introito); Ave Domine Jesu Christe (Glória); Ave Domine Jesu Christe, (Credo); Ave Domine Jesu Christe (Ofertório); Salve, salvator mundi (Sanctus); Adoramus te, Christe (Elevação); Parce, Domine (Agnus Dei); Da pacem, Domine (Deo Gratias).
2. Hodie nobis de virgine (Missa in Nativitate Deus Noster Jesu Christe). Hodie nobis de Virgine (Introito); Beata Dei Genetrix Maria (Glória); Hodie nobis Christus natus est (Credo); Genuit puerpera Regem (Ofertório); Verbum caro factum est (Sanctus); Memento, salutis auctor (Elevação); Quem vidistis, pastores (Agnus Dei); O admirabile commercium (Deo Gratias).
3. Missa Galeazescha (Missa de Beata Maria Virgine); Ave virgo gloriosa (Introito); Ave, salus infirmorum (Glória); Ave, decus Virginale (Credo); Ave, sponsa verbi summi (Ofertório); O Maria (Sanctus); Adoramus te, Christe (Elevação); Salve, mater salvatoris (Agnus Dei); Virginis Mariae laudes (Deo Gratias).

### Magnificat
1. Magnificat I toni;
2. Magnificat IV toni (apenas Esurientes);
3. Magnificat VI toni (I);
4. Magnificat VI toni (II);
5. Magnificat VII toni;
6. Magnificat VIII toni (apenas Esurientes).

### Motetes
1. Ad honorum tuum Christe;
2. Asperges me Domine;
3. Ave Maria, gratia plena;
4. Crux triumphans;
5. Gaude prole regia / Sancta Catharina (1501);
6. O admirabile commercium;
7. Officium de cruce (In nomine Jesu);
8. O genetrix gloriosa;
9. Omnium bonorum plena (antes de 1474, possivelmente para a dedicação da Catedral de Cambraia a 5 de julho de 1472);
10. Paranymphus salutat virginem;
11. Profitentes unitatem;
12. Propter gravamen;
13. Quis numerare queat / Da pacem (provavelmente composta para a ocasião do Tratado de Étaples (3 de novembro de 1492) ou para o tratado entre o papa Alexandre VI e Carlos VIII de 15 de janeiro de 1495)
14. Sile fragor;
15. Sola caret monstris / Fera pessima (1507);
16. Virgo caelesti.

### Motetes-Chansons
1. Le corps / Corpusque meum;
2. Male bouche / Circumdederunt me;
3. Plaine d'ennuy / Anima mea;
4. Tant ay d'ennuy / O vos omnes (=O devotz cueurs /O vos omnes).

### Chansons a três vozes
1. A qui diraige ma pensée;
2. Au travail suis;
3. Beaulté d' amours;
4. Bergeronette savoysienne;
5. Chanter ne puis;
6. Des trois la plus;
7. Dictes moy toutes;
8. Discant adieu a madame (I);
9. En attendant;
10. Faisons boutons (Texot: Jean II);
11. Guerisses moy;
12. La saison en est;
13. Le grant dèsir d'aymer;
14. Le renvoy;
15. Mes pensées;
16. Ne doibt on prendre (poema de João II de Bourbon (contrafactum de uma peça de Costanzo Festa do Venite amanti de Poliziano));
17. Ne vous hastez pas (=Adieu a madame (II));
18. Pensant au bien;
19. Pleut or a Dieu;
20. Pour estre ou nombre;
21. Puis que si bien;
22. Reveille toy franc cueur;
23. Se j'ay parlé (texto: Henry Baude);
24. Se mieulx ne vient (adaptação de uma chanson de P. Convert);
25. Se pis ne vient;
26. Seray je vostre mieulx amée (ausente da edição da obra completa de Compère de Fallow)
27. Sourdes regrets;
28. Tant ha bon oeul;
29. Tout mal me vient;
30. Va-t-en regret (poema de João II de Bourbon);
31. Venes regrets;
32. Vive le noble roy de France;
33. Vous me faittes morir d'envie (poema de João II de Bourbon).

### Chansons
1. Alons fere nos barbes (possivelmente apócrifa);
2. De les mon getes = Voles oir une chanson;
3. Et dont revenes-vous;
4. Gentil patron;
5. J'ay un syon sur la porte;
6. Je suis amie d'un fourrier;
7. L'aultre jour me chevauchoye;
8. Mon pére m'a donné mari;
9. Nous sommes de l'ordre de St Babouin;
10. Royne du ciel;
11. Une plaisante fillette;
12. Un franc archier;
13. Vostre bargeronette.

### Frottole
1. Che fa la ramacina;
2. Scaramella fa la galla.

### Trabalhos atribuídos ou de autoria duvidosa
1. Ave regina, cælorum (anónima atribuída a Compère);
2. Cayphas (atribuída a Johannes Martini e Compère);
3. Lourdault lourdault garde que tu feras (atribuída a Compère e Ninot le Petit; o consenso atual favorece Compère);
4. Mais que ce fust (atribuída a Compère e Pietrequin Bonnel);
5. O post partum munda (anónima atribuída a Compère);
6. Sanctus - O sapientia (autoria duvidosa pelo estilo da peça);
7. Se non dormi dona (anónima atribuída a Compère);
8. Se (Si) vous voulez que je vous face (anónima atribuída a Compère);
9. Vray dieu quel payne (múltiplas atribuições que incluem Compère, Gaspar van Weerbeke, Jean Japart, e Matthaeus Pipelare).

## Gravações
- 1993 - The Orlando Consort, "Loyset Compère", Metronome.
- 1997 - Virelai. "Renaissance Love Songs". BBC Music Magazine, Volume 5 No. 6, February 1997 (audio CD gratuito). Le grant desir por Virelai and Catherine Bott.
- 2002 - Prioris: Requiem. Eufoda 1349. O vos omnes.